# Insidious
Insidious je americký hororový film natočený v roce 2010 režisérem Jamesem Wanem, první část stejnojmenné série (pokračující filmy Insidious 2, Insidious 3: Počátek, Insidious: Poslední klíč, Insidous: Červené dveře).

## Příběh
První díl této série pojednává o příběhu rodiny učitele Joshe Lamberta, jeho ženy Renai a jejich dětí. Příběh začíná v rodinném domě, kde se začnou dít divné věci. Od děsivých zjevů v dětských pokojích, až po neznámý hlas ve vysílačce, který naznačoval, že zde nejsou rodinní příslušníci ani trochu vítání. Jednoho dne se jeden ze synů, Dalton Lambert, neprobudí. Doktor sice konstatoval, že je v kómatu, ale médium Elise Reiner na to má jiný názor. Podle ní se tělesná schránka malého Daltona sice nachází v tomto světě, to se však nedá říct o jeho duši. Z důvodu podivných událostí se rodina přestěhuje do jiného domu, ani to však nepomůže. Médium Elise se v noci prochází po potemnělých chodbách domu Lambertových a hovoří s démony, kteří Daltonovu duši vězní. Během návštěvy Elise u Lambertových Daltonovo tělo zmizí, na prostěradle je nalezeno jen několik krvavých otisků, které člověku rozhodně nepatřily. Médium se společně s Lambertovými odhodlá k vymítání. Během této seance se Elise podaří spojit s Daltonem a jeho tělo se nakonec podaří získat zpět. Otec Josh se společně s Elise rozhodnou k činu, který se nazývá astrální cestování. Během tohoto činu rodina zjistí, že Daltonovo tělo je skrytou bránou do jiné dimenze.

## Obsazení
| Patrick Wilson | Joshe Lambert    |
| Rose Byrne     | Renai Lambertová |
| Ty Simpkins    | Dalton Lambert   |